# قرية التوت
قرية التوت هو مسلسل كرتوني للأطفال يتحدث عن شخصيات خيالية تشبه في مظهرها الخارجي أنواعاً مختلفة من الخضار والفواكه، يعيشون في قرية تدعى قرية التوت.

## قصة المسلسل
تجري أحداث المسلسل حول المغامرات المختلفة التي يمر بها سكان القرية يومياً.